# Golgo 13
Golgo 13 (яп. ゴルゴ13, Gorugo Sātīn, укр. Голго 13) — японська серія манґи, написана та проілюстрована Такао Сайто, що публікується в журналі Big Comic видавництва Shogakukan з жовтня 1968 року. Серія розповідає про головного героя, професійного найманого вбивцю. Golgo 13 — найстаріша манґа, яка досі публікується, а її танкобон-видання було занесене до Книги рекордів Гіннеса як найбільша кількість томів для серії манґи. Перед своєю смертю у 2021 році Сайто сказав, що хотів би, щоб манґа продовжувалася без нього, і раніше висловлював побоювання, що манґа може залишитися незавершеною після його смерті. Група творців манґи Saito Production продовжує її публікацію за сприяння редакції Big Comic‍.
Серіал був адаптований до двох ігрових фільмів, аніме-фільму, оригінальної відео-анімації, аніме-серіалу та шести відеоігор.
Маючи загальний тираж 300 мільйонів примірників у різних форматах, включаючи збірники, це одна з найбільш продаваних серій манґи. Манґа отримала нагороду Shogakukan Manga Award в категорії загальної манґи 1975 року та головний приз Японської асоціації карикатуристів 2002 року.

## Сюжет
Голго 13 — професійний вбивця. Його справжнє ім'я, вік і місце народження невідомі, і серед світової розвідувальної спільноти немає єдиної думки щодо його справжньої особистості. Більшість його завдань виконується за допомогою спеціальної гвинтівки M16 із прицілом. Його найчастіше використовуваний псевдонім Дюк Toгo (яп. デューク・東郷, Dyūku Tōgō), але він також користується Тадасі Того (яп. 東郷 隆, Tōgō Tadashi) і Того Родрігес (яп. トーゴ・ロドリゲス, Tōgo Rodorigesu).
Дюк Того має дуже тиху особистість і буде говорити лише тоді, коли йому це потрібно. Він дуже мало або зовсім не виявляє емоцій, коли здійснює вбивство, і готовий вбити кожного, хто погрожуватиме викрити його. Він приймає багато різноманітних убивств від усіх, хто може дозволити собі його послуги. Від простого пострілу в скрипкову струну до усунення впливових босів організованої злочинності та політичних діячів, навіть на певному етапі змусивши ФБР, ЦРУ та навіть військових Сполучених Штатів намагатися вбити його, що змушує Того завжди бути обережним і звертати увагу на своє оточення, щоб зупинити інших вбивць і найманих вбивць, найнятих вбити його, часто креативним чином. Голго 13 також сам наймає багато різних людей, які допомагають йому у виконанні вбивств, наприклад, надають додаткову інформацію про його цілі або модифікують його зброю, транспортні засоби та гаджети.
Псевдонім «Голго 13» є посиланням на смерть Ісуса Христа. Голго — це скорочення від Голгофи, місця розп'яття Ісуса, тоді як число 13 вважається нещасливим числом. Крім того, логотип Голго 13 — це скелет у терновому вінку.
Минуле Дюка Того залишається загадкою. Незважаючи на те, що його азіатська зовнішність свідчить про те, що він може бути японського походження, багато історій про Голго 13 представляють різні припущення щодо його справжньої особистості, водночас подають суперечливу інформацію, залишаючи читачів невпевненими, яка інформація правдива. Відомо, що він може бути біологічним батьком багатьох різних дітей у всьому світі завдяки численним сексуальним стосункам із жінками протягом серіалу, наприклад, чотирирічного сина на ім’я Джоуї від колишньої бійчині Тимчасової Ірландської республіканської армії Кетрін МакКол.
Щодо віку персонажа, багато історій мають конкретні дати, оскільки вони зосереджені на подіях того часу. Однак сам Голго 13 не старіє помітно, щоб відповідати цим подіям. Він також зазнав численних травм протягом серії, залишивши багато різних шрамів на своєму тілі.

## Виробництво
На початку Такао Сайто розробив систему, у якій створив макет сторінки на основі сценарію, написаного редакційним відділом. Він також писав чорнилом обличчя головних героїв, а помічники створювали фон та інші елементи. Він провів великі дослідження, щоб забезпечити точність, особливо коли сюжет стосувався технології. Кадзуо Койке був одним із авторів серіалу на початку. Письменник Йоїті Фунадо написав приблизно 30 історій для Golgo 13, три з яких він згодом переробив у романи. Такасі Нагасакі був редактором Сайто в серіалі в середині 1980-х, а пізніше написав дві історії для манґи під псевдонімом «Кейсі Едогава».
За словами Джейсона Томпсона, кілька оповідань Golgo 13 не було передруковано через те, що вони «образливі чи наклепницькі». Томпсон перераховує одну з 1986 року через скарги посольства Ірану в Японії, іншу з 1988 року щодо відмивання грошей у Ватикані та одну з 1989 року про голлівудського актора, якого шантажували, коли хтось дізнався, що він хворий на СНІД.
У 2013 році Сайто заявив, що через те, що він часто хвилювався про скасування своєї манґи, він запланував кінцівку, яка навіть включала макет панелі. Він сказав, що не має жодного уявлення, коли закінчиться Golgo 13, стверджуючи, що «манґа тривала так довго, що більше не є власністю автора; вона належить читачам». Через два роки четвертий випуск журналу Big Comic 2015 року оголосив, що серія «наближається до завершення».
Через труднощі, які виникли внаслідок обмежень, запроваджених урядом для боротьби з пандемією COVID-19 у Японії, у травні 2020 року Golgo 13 розпочав свою першу перерву за свою 52-річну історію. Манґа повернулася 7 липня 2020 року.
Сайто помер від раку підшлункової залози у віці 84 років 24 вересня 2021 року. За словами видавництва Shogakukan, Сайто сказав перед смертю, що хоче, щоб манґа продовжувалася без нього. Група творців манґи Saito Production продовжує її публікацію за підтримки редакційного відділу Big Comic.

## Медіа

### Манґа
Перший розділ Golgo 13 було опубліковано в січневому випуску Big Comic 1969 року. Манґа продовжує виходити донині. Окремими томами (танкобонами) вона випускається компаніями Shogakukan і Leed Publishing з 1989 року. За даними на липень 2024 року, випущено 213 томів.

#### Спін-оффи
Перший спін-офф манги під назвою Gunsmith Dave (яп. 銃器職人・デイブ), присвячений персонажу Дейву МакКартні, розпочав серіалізацію в серпневому спеціальному випуску Big Comic 17 липня 2021 року. Свій «перший сезон» спін-офф завершив 17 травня 2022 року.
Другий спін-офф, Golgo Camp (яп. ゴルゴCAMP), створений Юкіо Міямою, був запущений у додатку MangaONE від Shogakukan 28 серпня 2021 року. Це комедія з елементами стьобу, яка розповідає про Голго 13 у сучасному кемпінгу.
Третій спін-офф, G no Idenshi: Shōjo Fanette (яп. Gの遺伝子 少女ファネット), розпочав серіалізацію в серпневому випуску Big Comic Zōkan 15 липня 2022 року. Він зосереджується на французькій учениці середніх класів Фанетт, яка має гени Ґолго.

### Ігрові фільми
У 1973 році Toei Company випустила ігровий фільм під простою назвою «Golgo 13» режисера Дзюнья Сато з Кеном Такакурою в ролі Дюка Того та Пурі Банай в ролі Кетрін Мортон. Він був повністю знятий в Імперській державі Іран з повністю перським акторським складом другого плану. За ним послідував Golgo 13: Assignment Kowloon у 1977 році, режисера Юкіо Нода, який замінив Такакуру актором Сонні Тібою. У 2011 році продюсерська компанія Davis Film отримала американські права на зйомки Golgo.

### Аніме

#### Аніме-серіал 1971 року
Перший аніме-серіал Golgo 13 вийшов на TBS у 1971 році у 40 епізодах. У листопаді 2023 року повідомлялося, що серіал, нібито втрачений протягом багатьох років, було знайдено та транслюватиметься на телебаченні вперше за понад 50 років. Вибрані епізоди транслювалися на BS-TBS під назвою Golgo 13 Selection 10–17 грудня 2023 року. Епізоди серіалу почали транслюватися на Amazon Prime та інших потокових сервісах у Японії 29 грудня 2023 року з прем’єрою перших десяти епізодів. Наприкінці кожного місяця виходило ще десять епізодів, а всі 40 епізодів стали доступні наприкінці березня 2024 року.

#### Golgo 13: The Professional
Golgo 13: The Professional, відомий просто як Golgo 13 в Японії — повнометражний анімаційний фільм 1983 року. Голго 13 озвучує Тецуро Сагава. Фільм включає CGI-анімацію, яка на той час була в зародковому стані. Це найбільш помітно в сцені, де армійські гелікоптери кружляють навколо вежі Доусона і атакують Голго, коли він піднімається до офісу Доусона на верхньому поверсі.

#### Golgo 13: Queen Bee
Golgo 13: Queen Bee — це оригінальна відеоанімація, випущена в 1998 році. Голго 13 у японській версії озвучує Тессьо Генда.

#### Аніме-серіал 2008 року
Аніме-телесеріал Golgo 13 був створений The Answer Studio і транслювався на TV Tokyo та інших станціях з 11 квітня 2008 року по 27 березня 2009 року у 50 епізодах. Серіал був ліцензований Sentai Filmworks, перший DVD вийшов 13 липня 2010 року.

## Сприйняття
Golgo 13 виграв 21-шу Shogakukan Manga Award в загальній категорії в 1975 році, головний приз на премії Японської асоціації карикатуристів 2002 року та спеціальну нагороду журі на 50-й премії Shogakukan Manga Awards в 2005 році. З публікацією тома 201 у липні 2021 року Golgo 13 було занесено у Книгу рекордів Гіннеса за «Більшість томів, опублікованих для однієї серії манґи». У опитуванні TV Asahi Manga Sōsenkyo 2021, у якому 150 000 людей проголосували за 100 найкращих серій манґи, Golgo 13 посіла 36 місце. Golgo 13 — одна з робіт, якій приписують популяризацію руху ґекіґа в японських коміксах, який прагне до більш реалістичних і драматичних творів. Сам Сайто здивований популярністю свого серіалу за кордоном, адже він міцно вкорінений у японську культуру та самурайство. Як приклад він навів час, коли Голго фактично робить свій удар; «Це нагадує іайдо [бойове мистецтво оголення меча та імітації смертельного удару]. Це той самий рух і та сама форма. Я люблю японські історії про самураїв, і саме тому Голго несвідомо рухається як самурай. Ось чому я думав, що іноземці не зрозуміють цю історію».
Станом на березень 2021 року тираж Golgo 13 перевищив 300 мільйонів копій у різних форматах, включаючи збірники, це друга за обсягом продажів серія манґи та найбільш продавана серія сейнен-манґи в історії.
Карл Кімлінгер з Anime News Network порівняв роботу Сайто над серіалом із романами Джона Ле Карре та Фредеріка Форсайта, оскільки історії «темні, ретельно сконструйовані [і] старанно реалістичні». Лео Льюїс з Financial Times писав, що «неусміхнений, женоненависний і невблаганний [персонаж] є літературним кузеном Джеймса Бонда без пом’якшувачів сцени у вигляді Маніпенні, М, К’ю чи вибухових авторучок». Daily Vanguard назвав Дюка «крутим хлопцем, щось середнє між Брудним Гаррі та Solid Snake із Metal Gear Solid». JC DuBois з Dragon's Anime критикував тих, хто каже, що більшість ударів Голго 13 неможливо виконати, оскільки існують проблеми, які заважають йому стріляти прямо, наприклад вітер або сила Коріоліса, кажучи, що «вся містика Golgo 13 полягає в тому, що він просто до біса хороший. Він МОЖЕ зробити ці постріли — і він може зробити це з одного разу».